# Porvenir
Porvenir je edino večje naselje na čilenskem delu Ognjene zemlje. Leži na severozahodnem delu otoka Isla Grande de Tierra del Fuego ob obali Magellanovega preliva nasproti Punta Arenasa. Leta 2004 je imel okoli 6.400 prebivalcev.
Odkritje zlata leta 1879 je na Ognjeno zemljo privabilo val priseljencev, med njimi številne Hrvate. Iskalci zlata so zaliv, ki je bil pred tem v jeziku ljudstva Ona znan kot Karkanke (»zelo nizka voda«), v upanju na boljšo prihodnost poimenovali Porvenir (kar v španščini pomeni »prihodnost«). Leta 1883 je ob obali Porvenirskega zaliva (Bahía Porvenir) nastala istoimenska vas. 20. junija 1894 je čilski predsednik Jorge Montt podpisal odlok o ustanovitvi mesta. Služilo je kot pristanišče za izvoz ovčjih izdelkov z okoliških veleposestev, ki so nastala hkrati z zlato mrzlico. Delo na teh posestvih je privabilo predvsem prebivalce otočja Chiloé in še danes je večina prebivalcev hrvaškega in čilskega porekla.
Ovčereja je še danes ena glavnih dejavnosti naselja, ravno tako se je v manjši meri ohranilo izkopavanje zlata. Razvoj ribištva zavirajo čeri v Porvenirskem zalivu, ki preprečujejo plovbo večjim ladjam. Turizem je v primerjavi z nekaterimi regionalnimi središči (npr. Punta Arenas, Ushuaia) sorazmerno slabo razvit. Enega pomembnejših virov mestnih prihodkov predstavlja tudi bližnje vojaško oporišče. V neposredni bližini je še zapor. 
Porvenir ima cestno povezavo z argentinskim delom Ognjene zemlje. Ladijska zveza ga šestkrat tedensko povezuje s Punta Arenasom. Poleg tega ima še majhno letališče. 